# Cook Springs (Alabama)
Cook Springs, auch bekannt als Cooks Springs oder Polk, ist ein gemeindefreies Gebiet im St. Clair County im Bundesstaat Alabama in den Vereinigten Staaten.

## Geographie
Cook Springs liegt im Osten Alabama im Süden der Vereinigten Staaten.
Nahegelegene Orte sind unter anderem Chulavista (1 km nördlich), Pell City (3 km östlich), Wolf Creek (6 km südlich), Branchville (8 km nordwestlich) und Moody (8 km westlich). Die nächste größere Stadt ist mit 212.000 Einwohnern das etwa 23 Kilometer westlich entfernt gelegene Birmingham.

## Geschichte
Der Ort wurde nach William Proctor Cook benannt, der sich hier 1854 niederließ.

## Verkehr
Cook Springs befindet sich unmittelbar südlich des Interstate 20, der auf einer Länge von 2470 Kilometern von Texas im Westen durch sechs Bundesstaaten bis nach South Carolina im Osten verläuft. Außerdem befindet sich dort eine Anschlussstelle an eine gemeinsame Trasse des U.S. Highway 78 sowie der Alabama State Route 4.
Elf Kilometer südöstlich befindet sich der St. Clair County Airport, 28 Kilometer östlich der Talladega Municipal Airport sowie 35 Kilometer westlich der Birmingham-Shuttlesworth International Airport.